# Alan Snoddy
Alan Snoddy (né le 29 mars 1955 à Belfast) est un ancien arbitre nord-irlandais de football.

## Carrière
Il a officié dans des compétitions majeures :
- Coupe du monde de football de 1986 (1 match)
- Coupe du monde de football des moins de 20 ans 1989 (1 match)
- Coupe du monde de football de 1990 (1 match)